# WRC 4: FIA World Rally Championship
Pour le jeu vidéo de 2004, voir WRC 4.
WRC 4: FIA World Rally Championship est un jeu vidéo de course développé par Milestone et sorti en 2013 sur Windows, PlayStation 3, Xbox 360 et PlayStation Vita. Il est basé sur le Championnat du monde des rallyes 2013.

## Accueil
- Jeuxvideo.com : 12/20[1]